# Ахманово (Кировская область)
Ахма́ново — деревня, административный центр Ахмановского сельского поселения Пижанского района Кировской области. Население — 421 чел. (2010).

## География
Расположена на реке Ахманиха (приток Пижанки, бассейна Вятки).

## История
В начале Ахманово было только улица Заречная, позже к ней присоединили деревню Онучино, Добрышино, Петухи, образовавшие улицу Труда. Онучино основано Муравьёвыми, Петухи Секериными, в старой части жили Сусловы, Рыковы. Улица Советская, Молодёжная и Южный переулок образовались позже из жителей окрестных деревень, которые считались не перспективными. В списке населённых мест Вятской губернии отнесена к 2-му стану, Яранского уезда как деревня Ахманова, население тогда составляло 639 человек (315 м, 324 ж. и 95 дворов). В 1970—1980-е население достигло пика.

## Население
| 2010 |
| ---- |
| 421  |

Фамилии
По данным переписной книнге перед войной (1941-й год) в деревне жили семьи:
| Фамилия   | Мужчин | Женщин | Всего |
| --------- | ------ | ------ | ----- |
| Муравьёвы | 49     | 84     | 133   |
| Рыковы    | 24     | 24     | 48    |
| Решетовы  | 15     | 27     | 42    |
| Сусловы   | 10     | 9      | 19    |

## Сельское хозяйство
Ахмановский колхоз или ООО Ахмановское (ферма в Ахманово и ферма в Озеро (закрыта).

## Инфраструктура
АТС, три магазина, медпункт, школа, детский сад, почтовое отделение, клуб, библиотека.

## Уличная сеть
- Советская
- Труда
- Заречная
- Молодёжная
- переулок Новый
- переулок Южный

## Достопримечательности
Ахмановский пруд, Старый пруд, Озеро (у деревни Озеро), Парк победы, мемориал павшим в Великой Отечественной войне.